# Un jour dans la vie de Billy Lynn
Pour plus de détails, voir Fiche technique et Distribution.
Un jour dans la vie de Billy Lynn ou Fin de mi-temps pour le soldat Billy Lynn au Québec (Billy Lynn's Long Halftime Walk) est un film dramatique américano-britannico-taïwanais coproduit et réalisé par Ang Lee, sorti en 2016.
C'est l'adaptation du roman Fin de mi-temps pour le soldat Billy Lynn (Billy Lynn's Long Halftime Walk) de Ben Fountain paru en 2012.

## Synopsis
En 2005, un jeune Texan de 19 ans, Billy Lynn, est pris dans une violente attaque avec son régiment d'infanterie en Irak. Lui et les autres survivants sont présentés comme des héros. Ils sont ensuite rapatriés aux États-Unis par l'administration Bush pour parader dans tout le pays, parade qui culmine lors du show de la mi-temps du match de NFL (football américain) des Dallas Cowboys pour Thanksgiving, match à domicile à Dallas. Mais ils doivent ensuite retourner au front...

## Fiche technique
Sauf indication contraire, les informations mentionnées dans cette section peuvent être confirmées par la base de données cinématographiques IMDb,  présente dans la section « Liens externes ».
- Titre original : Billy Lynn's Long Halftime Walk
- Titre français : Un jour dans la vie de Billy Lynn
- Titre québécois : Fin de mi-temps pour le soldat Billy Lynn[1]
- Réalisation : Ang Lee
- Scénario : Jean-Christophe Castelli, d'après le roman Fin de mi-temps pour le soldat Billy Lynn (Billy Lynn's Long Halftime Walk) de Ben Fountain
- Direction artistique : Mark Friedberg
- Décors : Gregory S. Hooper, Kim Jennings, Thomas Minton et Aziz Rafiq
- Costumes : Joseph G. Aulisi
- Photographie : John Toll
- Montage : Tim Squyres
- Musique : Jeff Danna et Mychael Danna
- Production : Marc Platt, Ang Lee, Rhodri Thomas et Stephen Cornwell ; Brian Bell, Jeff Robinov, Guo Guangchang et Ben Waisbren (délégués)
- Sociétés de production : Studio 8, LStar Capital, Film4 Productions, Polybona Films, The Ink Factory, Marc Platt Productions et TriStar Pictures
- Sociétés de distribution : TriStar Pictures (États-Unis) ; Sony Pictures Releasing France (France)
- Pays d'origine :  États-Unis |  Royaume-Uni |  Taïwan
- Langue originale : anglais
- Durée : 112 minutes
- Format : couleur (1.85:1, caméras Sony CineAlta F65)
- Genre : drame, guerre
- Dates de sortie[2] :
  - États-Unis : 14 octobre 2016 (Festival du film de New York) ; 11 novembre 2016 (sortie limitée) ; 18 novembre 2016 (sortie nationale)
  - Québec, Chine : 11 novembre 2016
  - France : 1er février 2017

## Distribution
- Joe Alwyn (VF : Juan Llorca ; VQ : Louis-Philippe Berthiaume) : Billy Lynn
- Kristen Stewart (VF : Noémie Orphelin ; VQ : Annie Girard) : Kathryn Lynn, la sœur de Billy
- Garrett Hedlund (VF : Adrien Antoine ; VQ : Frédérik Zacharek) : sergent David Dime, le chef de la « section Bravo »
- Chris Tucker (VF : Xavier Thiam ; VQ : Gilbert Lachance) : Albert, le producteur ciné
- Makenzie Leigh (VF : Leslie Lipkins ; VQ : Marilou Morin) : Faison Zorn, la pom-pom girl
- Vin Diesel (VF : Frédéric van den Driessche ; VQ : Thiéry Dubé) : sergent Virgil « Shroom » Breem
- Steve Martin (VF : Féodor Atkine ; VQ : Jean-Marie Moncelet) : Norm Oglesby, le propriétaire des « Dallas Cowboys »
- Ismael Cruz Córdova (VF : Jim Redler ; VQ : Iannicko N'Doua-Légaré) : sergent Holliday
- Arturo Castro (VF : Hugo Brunswick ; VQ : Kevin Houle) : « Mango » Montoya
- Ben Platt (VF : Valéry Schatz ; VQ : Éric Paulhus) : Josh, le « public relations » des Dallas Cowboys
- Mason Lee (VF : Alexandre Nguyen ; VQ : Maxime Desjardins) : Yang
- Deirdre Lovejoy (VF : Isabelle Leprince ; VQ : Julie Burroughs) : Denise Lynn
- Tim Blake Nelson (VF : Laurent Morteau ; VQ : Frédéric Desager) : Wayne Foster
- Beau Knapp (VF : Benjamin Jungers ; VQ : Alexandre Goyette) : Crack
- Barney Harris (VF : Julien Crampon ; VQ : Fred-Éric Salvail) : Sykes
- Bruce McKinnon : Ray Lynn
- Laura Lundy Wheale (VQ : Mylène Mackay) : Patty Lynn
- Astro (VF : Simon Koukissa) : Lodis
- Allen Daniel : Major Mac
- Deena Dill : Anchor Woman / Dina
- Randy Gonzalez (VQ : Maël Davan-Soulas) : Hector
- Matthew Barnes (VF : Matthieu Sampeur) : Travis
- Chirstopher Matthew Cook (VF : Loïc Houdré) : le contremaître machiniste
- Genevieve Adams (VF : Sandra Valentin ; VQ : Julie Beauchemin) : la directrice
- David Ricks Ramsey (VF : Pascal Germain) : le responsable de terrain
- Katrina Pettiford, Erin Moore et Elizabeth Chestang : les Destiny's Child

 Source et légende : version française (VF) sur RS Doublage et selon le carton du doublage français ; version québécoise (VQ) sur Doublage.qc.ca.

## Production

### Tournage
Le tournage a eu lieu dans l'État de Géorgie (Atlanta, Canton, Locust Grove) et au Maroc (notamment à Arfoud).

#### Technique
Un jour dans la vie de Billy Lynn est le premier film commercialisé au cinéma tourné en 120 images par seconde (4K et 3D). Le Hobbit : Un voyage inattendu (2014), était le premier film commercialisé au cinéma tourné en 4K, mais avec 48 images par seconde. Pour ces deux films, les salles de cinéma n'étaient pas encore équipées et ils sont diffusés au mieux en 2K pour les salles les plus modernes de leur époque.

## Accueil

### Accueil critique
L'accueil critique est positif : le site Allociné recense une moyenne des critiques presse de 3,6/5.

## Récompenses et distinctions

### Récompenses
- Hollywood Film Awards 2016 :
  - Meilleur producteur du film pour Marc Platt, pour avoir produit La La Land, Billy Lynn's Long Halftime Walk et The Girl on the Train la même année
  - Meilleur compositeur du film pour Mychael Danna

### Nominations
- Satellite Awards 2017 :
  - Meilleure photographie pour John Toll
  - Meilleur montage pour Tim Squyres
  - Meilleur son
  - Meilleurs effets visuels